# Свен II
Свен II Естридсен (Естридсон) Улфсон (на датски: Svend 2. Estridsen) е крал на Дания в периода 1047 – 1074 г. Той е родоначалник на династията Естридсен (Дом Естридсон), като неговата майка е принадлежала към друга династия – тази на Горма, а по бащина линия е наследник на династия Мунсе (на шведски: Munsö).